# Ulinzi Stars Football Club
Maillots
Actualités
L'Ulinzi Stars Football Club est un club kényan de football basé à Nakuru.

## Palmarès
- Championnat du Kenya (4)
  - Champion : 2003, 2004, 2005 et 2010

- Coupe du Kenya
  - Finaliste : 1995 et 2016

- Coupe Kagame inter-club
  - Finaliste : 2004

- Supercoupe du Kenya
  - Finaliste : 2011